# 戴维·巴尔塞纳·里奥斯
戴维·巴尔塞纳·里奥斯（西班牙語：David Bárcena Ríos，1941年12月26日—2017年2月22日），墨西哥男子马术、现代五项运动员。他曾代表墨西哥参加1964年、1968年、1972年、1976年和1980年夏季奥林匹克运动会，其中1980年奥运会获得一枚铜牌。